# Obststand
Obststand ist das erste Kollaboalbum der deutschen Rapper LX und Maxwell. Es erschien am 12. Juni 2015 über das Label Auf!Keinen!Fall!.

## Titelliste
1. Intro – 2:59
2. Außer Kontrolle – 2:37
3. N.T.M. – 2:39
4. N.I.G.G.A. – 2:59
5. Gangsta Rap (feat. Bonez MC) – 2:26
6. Wir gehen hoch (feat. Bozza) – 3:32
7. Wieso? (feat. Capuz) – 3:25
8. Geschäfte – 2:22
9. Krank – 2:56
10. Das Paket – 2:20
11. Erntezeit (feat. Sa4) – 2:58
12. Jeden Tag (feat. Gzuz) – 2:59
13. ML – 2:18
14. Haifisch Nikez (feat. Gzuz) – 3:33
15. Salz & Pfeffer – 3:21
16. Wabbel die Baggn (feat. Bonez MC) (Bonus-Titel des Box-Sets) – 2:58 / Farbe ins Spiel (Bonus-Titel der iTunes-Edition) – 1:56

## Rezeption

### Erfolg
Obststand stieg auf Platz 5 der deutschen Album-Charts ein. Insgesamt belegte das Album über vier Wochen Platzierungen in der Hitparade. In der Schweiz erreichte die Veröffentlichung Rang 12. Zudem positionierte sich Obststand mit Platz 36 auch in den österreichischen Charts. Einen Monat nach dem Release beliefen sich die Verkaufszahlen von Obststand auf insgesamt 20.000 Einheiten, wie die 187 Strassenbande auf ihrer offiziellen Facebookseite verriet.

### Kritik
Die E-Zine Laut.de bewertete Obststand mit vier von möglichen fünf Punkten. Aus Sicht des Redakteurs Florian Peking überzeuge das Album „durch die erfrischende Mischung aus roher Energie und Augenzwinkern an den richtigen Stellen.“ LX und Maxwell gelinge der „eindrucksvolle Spagat zwischen Glaubwürdigkeit und Humor.“ So rappen sie zwar „harte Punchlines und aggressive Kampfansagen, nehmen sich jedoch nicht allzu ernst, so dass ihre Attitüde zu keinem Zeitpunkt verkrampft oder gewollt“ wirke. Inhaltlich sei Obststand „simpel und eindimensional“, aber „durchweg unterhaltsam“ verpackt. Die Produktionen reichen vom „Trap-Brett (‚Wir Gehen Hoch!!‘) bis zum klassischen Synthie- oder Sample-Banger (‚Wieso?!‘).“ Bonez MC und Gzuz, der „pure Kraft auf den Takt“ spucke, werden für ihre Gastbeiträge gelobt. Dagegen passen Sa4, Capuz und Bozza „nicht ganz in das stimmige Soundbild.“ Zusammengefasst handele es sich um eine „kurzweilige Platte, die bewusst auf thematische Aussetzer“ verzichte und „eine willkommene Abwechslung zum hiesigen Rapgeschehen“ biete.

### Bestenliste
In der Liste der besten „Hip Hop-Alben des Jahres“ 2015 von Laut.de wurde Obststand auf Rang 19 platziert. LX und Maxwell präsentieren „authentisch und aggressiv, aber eben auch bodenständig und sympathisch […] ihre gefährliche Lebenswelt.“ Daraus ergebe sich „ihre ganz eigene, explosive Version von Gangsta-Rap.“